# Соломон, Дуэйн
Дуэйн Соломон — американский бегун на средние дистанции, который специализируется в беге на 800 метров. На олимпийских играх 2012 года занял 4-е место с личным рекордом — 1.42,82.
Личный рекорд в беге на 1000 метров — 2.17,84, на 600 метров — 1.13,28.
Установил мировой рекорд в эстафете 4×800 м в помещении — 7.13,11 (США, 2014).